# بيني بارنز
جيرترود مود «بيني» بارنز (بالإنجليزية: Binnie Barnes)‏ (25 مايو 1903 - 27 يوليو 1998) ممثلة سينمائية إنجليزية إمتدت مسيرتها الفنية لمده خمسين سنة، 1923-1973.

## روابط خارجية
- بيني بارنز على موقع IMDb (الإنجليزية)
- بيني بارنز على موقع ألو سيني (الفرنسية)
- بيني بارنز على موقع تيرنر كلاسيك موفيز (الإنجليزية)
- بيني بارنز على موقع أول موفي (الإنجليزية)
- بيني بارنز على موقع قاعدة بيانات برودواي على الإنترنت (الإنجليزية)
- بيني بارنز على موقع قاعدة بيانات الأفلام السويدية (السويدية)
- بيني بارنز على موقع إن إن دي بي (الإنجليزية)
- بيني بارنز على موقع قاعدة بيانات الفيلم (الإنجليزية)
- بيني بارنز على موقع كينوبويسك (الروسية)
- Photographs and literature